# Ferdinand von Zeppelin
Pour les articles homonymes, voir Zeppelin (homonymie).
Le comte Ferdinand Adolf August Heinrich von Zeppelin, né le 8 juillet 1838 à Constance (Bade) et mort le 8 mars 1917 à Berlin (Prusse, Allemagne), est un militaire et ingénieur allemand. Il a été le fondateur des sociétés Zeppelin (Luftschiffbau Zeppelin et Zeppelin-Staaken) et l'inventeur de l'aéronef (ballon dirigeable) portant son nom.

## Militaire
Ferdinand von Zeppelin est membre de la famille von Zeppelin, originaire du Mecklembourg. Il est élevé à Constance dans la religion calviniste de sa mère.
Zeppelin fit ses premiers pas à l'école militaire de Ludwigsbourg et devint lieutenant en 1858. L'année suivante, il est enrôlé dans le génie civil et participe en tant qu'observateur à la guerre de Sécession des États-Unis (à partir de 1863), puis à la guerre austro-prussienne (en 1866) et enfin à la guerre franco-prussienne (1870-1871). Lors des affrontements, le 25 juillet 1870, son équipe de sabotage est surprise par des soldats français à Schirlendorf. Le comte fuyant par la cuisine, puis, avec un cheval, parvient, à regagner la frontière allemande au niveau du village de Hirschthal. Un arbre, le Zeppelinbuche, est planté à cet endroit en commémoration. Il poursuit ensuite son voyage jusqu'à Nothweiler, où son cheval s'abreuve à la fontaine qui porte depuis son nom.
Il est commandant du 19e régiment d'uhlans à Ulm entre 1882 et 1885, puis il est envoyé de Wurtemberg à Berlin. Le 1er avril 1890, il est nommé commandant de la 30e brigade de cavalerie. En 1906, il est promu général de cavalerie.

## Discussion sur l'invention du Zeppelin
Ferdinand von Zeppelin a maintenu une étroite amitié avec le consul Carlos Albán à Hambourg, qui a présenté au gouvernement colombien, en 1887, un système de boîtier en métal appelé Ballon.

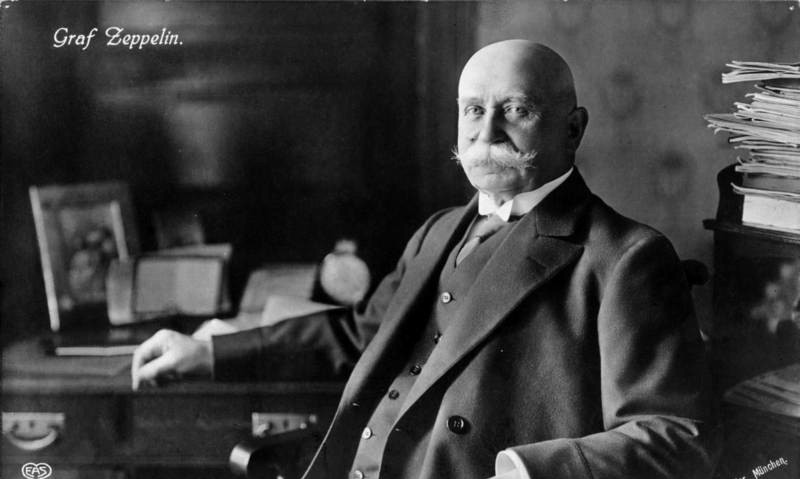
Ferdinand von Zeppelin en 1900.

Le brevet a été demandé par le ministère de l'Industrie. Le général Rafael Reyes, en tant que ministre du Développement, a délivré le brevet no 58 avec une période de vingt ans, le 9 octobre 1888, conformément à l'invention du Zeppelin ; celle-ci pourrait être celle du colombien Carlos Albán qui, dans un geste d'amitié, l'aurait donné à Ferdinand von Zeppelin.

## Aviation
Depuis les années 1880, Zeppelin s'intéressait au problème des ballons dirigeables. En 1899, il commença à construire le premier ballon dirigeable rigide avec lequel il fit trois ascensions. Les succès du comte provoquèrent une euphorie populaire qui l'encouragèrent à poursuivre ses recherches : la seconde version de son engin était entièrement financée par des dons et les revenus d'une loterie. Ironie de l'histoire, le gros du financement arriva après le crash du Zeppelin LZ4 en 1908 à Echterdingen. Une campagne de recherche de fonds permit de lever 6 millions de marks qui furent utilisés pour créer la 'Luftschiffbau-Zeppelin GmbH' et une fondation Zeppelin.
La même année, l'armée impériale allemande acheta le déjà fonctionnel LZ 3. À partir de 1909, des Zeppelins sont utilisés dans l'aviation civile. Jusqu'à 1914, il met en place la DELAG (acronyme de Deutsche Luftschiffahrts-Aktiengesellschaft), flottille de zeppelins qui transporte 34 028 voyageurs entre 1910 et 1914.
Ayant dès 1913 des doutes sur la validité du concept des dirigeables, le comte fonde une succursale, en collaboration avec Bosch et Klein, la VGO (Versuch Gotha Ost), qui produira des bombardiers géants de conception classique, ainsi qu’un département d’aviation au sein de Luftschiffbau Zeppelin, dirigé par Claudius Dornier, qui sera chargé d’une recherche plus poussée sur les avions métalliques.
Le comte von Zeppelin mourut en 1917, peu avant la fin de la Première Guerre mondiale. Il n'a donc pas connu la provisoire mise en sommeil du projet Zeppelin due au traité de Versailles ni le second âge d'or de ses aéronefs sous son successeur Hugo Eckener.
La catastrophe du Hindenburg, incendie du LZ 129 Hindenburg le 6 mai 1937 à Lakehurst (États-Unis), a clos définitivement l'histoire des grands dirigeables à usage commercial.

## Hommages
- Une rose lui est dédiée en 1910, sous le nom de 'Graf Zeppelin'.
- Le groupe de rock britannique Led Zeppelin y fait référence.
- En 1975, Zeppelin est intronisé au International Air & Space Hall of Fame.

## Cinéma
1918 : To Hell with the Kaiser ! avec Charles Harley.